# 加倉井砂山
加倉井 砂山（かくらい さざん、文化2年11月3日（1805年12月23日） - 安政2年7月14日（1855年8月26日））は、江戸時代末期の日本の教育者、漢詩人。名は久雍（ひさやす）、後に雍。字は立卿、通称は淡路。号は砂山、別号に西軒、懶庵など。
加倉井氏は甲斐国南部郷の波木井氏から出たといわれ、鎌倉時代に加倉井（水戸市）に所領を得た。加倉井氏は常陸江戸氏の五大家老となり、領地に館と土塁を築いて戦国期には勢力となったが、天正年間に佐竹氏に滅ぼされ成沢（水戸市）に所領を得て帰農し、代々庄屋を勤めた。砂山の祖父の代からは郷士格であった。
16歳の時、当主である長兄が没したため、家督を継いだ。同族の加倉井忠珍から教育を受け、父久泰が開いていた私塾日新塾の補佐役として子弟の教育にあたり、1824年（文政7年）20歳頃から塾の責任者となった。
1843年（天保14年）徳川斉昭から偕楽園の好文亭に招待され、そこで作った詩が斉昭に賞賛される。この出来事以来、砂山の名声は益々高まり、日新塾は拡大した。
1928年（昭和3年）贈正五位。

## 日新塾
日新塾の塾生は最も多い時で102人、30年余りの活動で少なくとも1000人を超す人物が学んだ。塾内では、学芸においては読書（四書・五経・史記など）、医学、算数、歴史、理科、詩文、天文、地理を学び、武芸においては練兵（洋式軍事教練も重視された）、撃剣、馬術、射撃、砲術（砂山は江戸へ出た折り高島流砲術を修め、日新塾へ導入している）を学ぶことになっていた。
砂山は一党一派に思想が偏ることを好まず、各方面に国家有用の人物をつくるという方針のもと個性尊重教育、女子教育をしたことは水戸学が主流であった水戸藩では珍しい。門人としては藤田小四郎や飯田軍蔵（天狗党の乱）、斉藤監物や鯉淵要人（桜田門外の変）、河野顕三（坂下門外の変）、香川敬三（枢密顧問官）、川崎八右衛門（東京川崎財閥創始者、砂山の娘と結婚）などがおり、多彩な人物を輩出した。